# برنامج اليسير لإدارة المكتبات
برنامج اليسير  لإدارة المكتبات ومراكز مصادر التعلم هو برنامج مناسب للمكتبات الصغيرة والمتوسطة التي لا يزيد عدد أوعيتها عن ( 50000) خمسين ألف كتاب سواء هذه المكتبات خاصة أم عامة

## متى نشأ برنامج اليسير
تم إنتاج برنامج اليسير لإدارة المكتبات ومراكز مصادر التعلم بفضل الله وتوفيقه عام 1420 هـ بدعم وتوجيه من الدكتور / إبراهيم المسند وكيل الوزارة للعلاقات الخارجية للمكتبات وبتصميم الأستاذ / محمد الميجدل واستخدمت النسخة الأولى منه في إدارة الفهرسة والتصنيف بالإدارة العامة والمكتبات في المملكة العربية السعودية,
وبعد التأكد من صلاحية البرنامج وإجازته من قبل المتخصصين في مجال المكتبات والمعلومات والحاسب الآلي في وزارة التربية والتعليم في المملكة والحصول على التصاريح اللازمة وتسجيل البرنامج بوزارة الإعلام بدأ تسويقه من قبل وزارة التربية والتعليم والتي تملك حقوق إنتاج وتزويع وتطوير هذا البرنامج

## وظائف البرنامج[1]
برنامج اليسير هو برنامج فهرسة إليكترونية، يتسع ليشمل كافة أنواع الأوعية المطبوعة وغير المطبوعة، كما يحتوي على نظام للإعارة بما في ذلك إعارة المجاميع، كما يحتوي على نظام الدوريات الذي يتيح تكشيف المقالات والبحث فيها، ويمكن تلخيص الوظائف التي يحتوي عليها البرنامج بما يلي:

### الفهرس الإلكتروني
ويشمل أنواع متعددة من أوعية المعلومات مثل الكتب والأشرطة السمعية والبصرية وأقراص الليزر وغيرها، ويتيح كتابة مستخلصات عن محتوى الوعاء، والبحث في أي من حقول البيانات، كما يقدم خيارات متعددة في طباعة نتائج البحث، ويسهل عملية تبادل البيانات بين المكتبات الأخرى التي تستخدم النظام نفسه.

### التقارير
يقدم البرنامج أنواعاً متعددة من التقارير مثل تقارير العهدة والإعارة، ويمكن من طباعة أنواع مختلفة من الملصقات مثل ملصقات الكعب، وملصقات الباركود التي تستخدم في عمليات الإعارة والجرد، كما يحتوي البرنامج على مصمم للتقارير يمكن المستخدم من تصميم التقارير الخاصة به وحفظها.

### نظام الإعارة
ويستخدم لإدارة عمليات إعارة الأوعية ابتداء من تحديد الأوعية التي يمكن إعارتها، مروراً بإدخال بيانات المستعيرين وطباعة البطاقات لهم وتحديد فترات الإعارة وعدد الأوعية المسموح بإعارتها، ثم طباعة التقارير والإحصاءات الخاصة بالإعارة وإرسال خطابات أو رسائل بريد إليكتروني للمستعيرين المتأخرين.

### نظام الجرد
ويقوم بإدارة عملية الجرد حيث يتم جرد الأوعية باستخدام قارئ الباركود، ويقدم تقارير حول مستوى تقدم العملية، كما يمكن من جرد أعداد الدوريات في المكتبة

### نظام الدوريات
ويتيح متابعة وصول أعداد الدورية، كما يمكن من تكشيف المقالات أو بعضها وربطها برؤوس الموضوعات الموجودة في البرنامج.

### نظام المستخدمين
ويمكن مدير النظام من توزيع الصلاحيات على المستخدمين حسب طبيعة العمل الذي يقوم به كل منهم في المكتبة، كما يمكن من متابعة تغييرات البيانات التي قام بها المستخدمون، مما يسمح باكتشاف الأخطاء ومعرفة المتسبب فيها.

### نظام النسخ الاحتياطي للبيانات
ويقدم خيارات متنوعة لأمن البيانات، مثل النسخ الاحتياطية اليومية، والنسخ على المحطات الطرفية، والنسخ على الأقراص المرنة أو الضوئية، كما يسهل عملية إدارة هذه النسخ، ويتيح لمدير النظام التحكم الكامل في هذه العملية.

## مميزات برنامج اليسير
1. مهيأ للعمل في بيئة الشبكات
2. خيارات متعددة في البحث
3. تقارير متنوعة وطباعة ملصقات الكعب وملصقات الباركود
4. يحتوي على قائمة رؤوس الموضوعات العربية للخازندار ( أكثر من 7000 موضوع )
5. إمكانية تحديد صلاحيات معينة لكل مستخدم
6. نسخ احتياطية على القرص الصلب أو المرن
7. سهولة في الإعارة والاسترجاع ( إعارة الكتاب بإدخال رقمه فقط )
8. إحصائيات متعددة تفي باحتياجات المكتبة
9. استيراد بيانات الموظفين والطلاب من برنامج ( معارف )
10. تعليمات واضحة تشرح جميع أجزاء البرنامج
11. سهولة الاستخدام بحيث يناسب كافة المستويات
12. إمكانيات متعددة في طباعة نتائج البحث
13. استيراد بيانات الكتب التي تزود بها وزارة التربية والتعليم المكتبات المدرسية
14. يدعم تقنية الباركود
15. طباعة خطابات للمستعيرين المتأخرين
16. طباعة بطاقات للمستعيرين
17. يساعدك البرنامج على نشر بياناتك على الإنترنت حيث يحتوي قرص البرنامج على موقع جاهز يحتوي على الأدوات اللازمة لذلك
18. دعم فني متواصل من خلال موقع البرنامج على الإنترنت ( www.alyaseer.gov.sa )
19. البرنامج مفسوح من وزارة الإعلام ومسجل في مكتبة الملك فهد الوطنية

## بعض الجهات التي تستخدم برنامج اليسير حالياً
يستخدم برنامج اليسير حالياً في عدد كبير من القطاعات الحكومية والخاصية منها على سبيل المثال:
1. مراكز مصادر التعلم التابعة لوزارة التربية والتعليم والتي يزيد عددها عن ( 1000 ) مركز
2. المكتبات المدرسية التابعة للوزارة والتي يزيد عددها عن ( 1000 ) مكتبة
3. مكتبات كليات المعلمين وعددها ( 18 ) مكتبة
4. مكتبات كليات التربية للبنات وعددها ( 40 )
5. مكتبات كليات التقنية التابعة للمؤسسة العامة للتعليم الفني وعددها ( 80 )
6. مكتبات المدارس التابعة للهيئة الملكية للجبيل وعددها ( 12 )
7. عدد كبير من المكتبات الخاصة داخل المملكة وخارجها

## متطلبات التشغيل
1. معالج بنتيوم 2 بسرعة 650 ميجاهيرتز أو أعلى
2. ذاكرة مؤقتة ( رام ) لا تقل عن 64 ميقابايت ( يفضل 128 ميجابايت )
3. 40 ميجابايت مساحة خالية على القرص الصلب
4. نظام ويندوز ( 98 ، 2000 ، XP ) بواجهة تشغيل عربية
5. أكسس ( 97 ) أو ( 2000 ) أو ( XP )
يحتوي قرص البرنامج على بيانات أكثر من ( 600 ) كتاب يمكنك استيرادها مباشرة .
- البرنامج مفسوح من وزارة الإعلام ومسجل ومسجل في مكتبة الملك فهد الوطنية .

## روابط خارجية
- مركز التسجيل لبرنامج اليسير
- منتدى الدعم الفني